# Maxmilián Adam z Lichtenstein-Castelcornu
Maxmilián Adam hrabě z Lichtenstein-Kastelkornu (pokřtěn 18. června 1647, Schönau – 15. února 1709) byl moravský šlechtic z rodu Lichtenstein-Kastelkornů a římskokatolický duchovní. 

## Život
Byl synovcem olomouckého biskupa a zemského hejtmana na Moravě Karla II. z Lichtenstein-Kastelkornu, který se stal olomouckým, salcburským a brněnským kanovníkem a v letech 1670–1709 proboštem brněnské kapituly.